# Hoarafushi
Hoarafushi (Dhivehi: ހޯރަފުށި) is een van de bewoonde eilanden van het Haa Alif-atol behorende tot de Maldiven.

## Demografie
Hoarafushi telt (stand maart 2007) 1502 vrouwen en 1567 mannen.